# Rabangaki Nawai
Rabangaki Nawai (* 9. Juni 1985 auf Makin, Kiribati) ist ein kiribatischer Leichtathlet in den Disziplinen Sprint über 100, 200 und 400 Meter sowie über die 60 Meter in der Halle. Außerdem ist er Speerwerfer.
Bei den Olympischen Sommerspielen 2008 in Peking, China, trat Nawai über die 100-Meter-Distanz an. Am 15. August beendete er den dritten Vorlauf als Achter mit einer Zeit von 11,29 Sekunden.

## Persönliche Bestleistungen
- 100 Meter: 11,17 Sekunden (14. Dezember 2006 in Apia, Samoa)
- 200 Meter: 22,81 Sekunden (22. März 2006 in Melbourne, Australien)
- 400 Meter: 54,50 Sekunden (26. April 2003 in Koror, Palau)
- Speerwurf: 47,45 Meter (26. Juni 2004 in Bairiki, Kiribati)
- 60 Meter (Halle): 7,26 Sekunden (7. März 2008 in Valencia, Spanien)